# Letteratura sudafricana in lingua inglese
La letteratura sudafricana in lingua inglese si contrappone storicamente soprattutto alla letteratura in afrikaans. Questa contrapposizione in origine era semplicemente derivata dalla compresenza in Sudafrica di coloni britannici e boeri. La letteratura sudafricana è stata fortemente legata all'opposizione all'apartheid, sia perché l'inglese è sempre stata la lingua europea più diffusa presso la popolazione nera nel paese, sia perché i sudafricani bianchi di origine britannica hanno in genere mantenuto le distanze dalle politiche segregazioniste del National Party, espressione soprattutto della cultura afrikaner.

## Origini

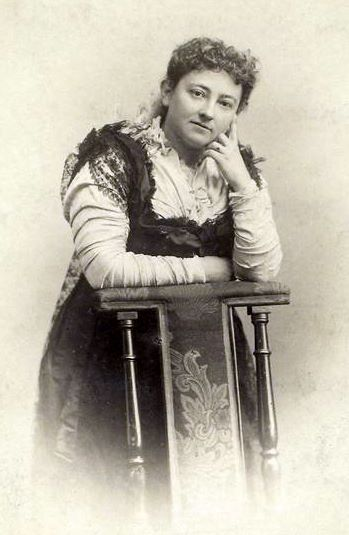
Olive Schreiner

La prima opera significativa della letteratura sudafricana in lingua inglese è il romanzo The Story of an African Farm (Storia di una fattoria africana, 1883), di Olive Schreiner. Schreiner era una donna bianca di modeste origini, figlia di un sacerdote protestante, che fin dall'età di quindici anni servì come governante in una fattoria sudafricana. Autodidatta, divenne una icona del femminismo proprio attraverso il suo primo romanzo, in cui affrontava il tema della condizione della donna nella società sudafricana del XIX secolo. Altre opere successive di Schreiner, come il saggio Women and Labour ("Le donne e il lavoro", 1911), sono di impianto ancora più esplicitamente femminista.
Sebbene l'opera di Schreiner sia identificata con la nascita della letteratura sudafricana, essa costituisce un caso isolato, slegato dalla successiva evoluzione di tale letteratura, che fin dai primi decenni del XX secolo si caratterizzò soprattutto per l'enfasi posta sui temi dell'integrazione razziale. La prima opera di questo genere è il romanzo Mhudi dello scrittore nero Sol T. Plaatje (1930). La narrazione di Mhudi si svolge su un piano epico, e descrive le grandi trasformazioni storiche legate all'espansione dei coloni dalla Colonia del Capo verso il nord. Su questo sfondo Plaatje delinea una visione del sentimento nazionale sudafricano come superamento delle divisioni etniche e culturali, visione che si può in parte considerare come una anticipazione dell'idea di Rainbow Nation in seguito sviluppata dai pensatori dell'anti- e post-apartheid come Desmond Tutu e Nelson Mandela. Anche da un punto di vista linguistico Mhudi introduce elementi poi ripresi da gran parte della letteratura nera sudafricana, come la contaminazione dell'inglese con prestiti dalle lingue native, che è poi fra le caratteristiche tipiche di tutta la letteratura dell'Africa subsahariana.

## L'inizio dell'apartheid

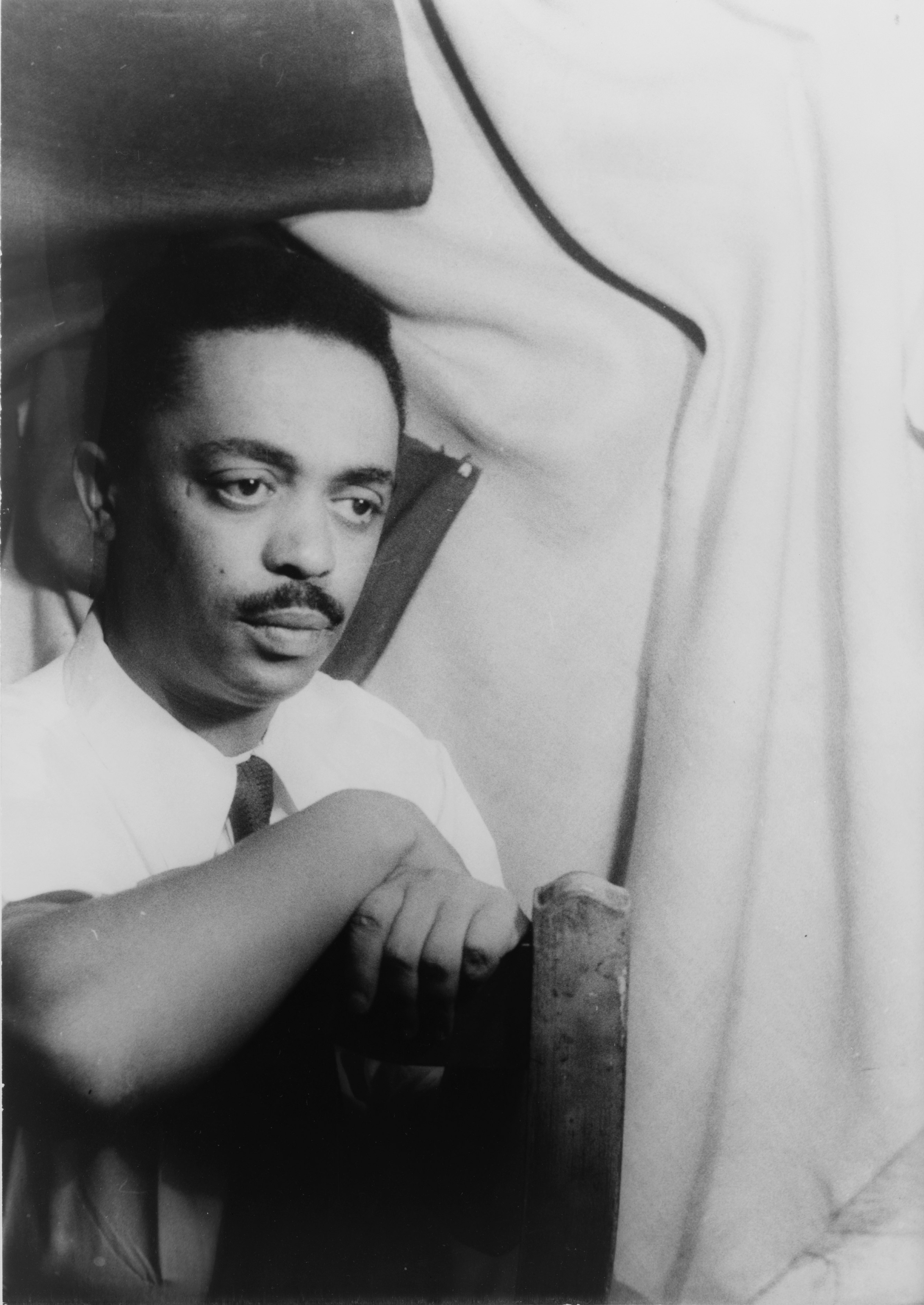
Peter Abrahams

L'avvento dell'apartheid, con l'ascesa al governo del National Party (1948), influì profondamente e rapidamente sullo sviluppo della letteratura sudafricana. Due opere rilevanti pubblicate nel 1948, The Path of Thunder del nero Peter Abrahams e il best seller Cry the Beloved Country del bianco Alan Paton, esprimono ancora l'idea che gli emergenti sentimenti razzisti si possano sconfiggere; ma solo pochi anni dopo, lo stesso Abrahams dipinge in A Wreath for Udomo (1956) una realtà completamente diversa, violenta e disperata.
All'inizio degli anni sessanta il clima di tensione del paese subì una profonda svolta con il massacro di Sharpeville, in cui la polizia sudafricana uccise 69 manifestanti. Da quel momento in poi, la segregazione razziale divenne un tema ineludibile per gli scrittori sudafricani, anche se questo viene spesso affrontato indirettamente attraverso i suoi effetti sulla quotidianità delle persone. Di questo genere sono per esempio le opere di Alex la Guma, come il celebre romanzo A Walk in the Night (1967), ambientato nel District Six di Città del Capo o i racconti di Es'kia Mphahlele, noto anche per la sua autobiografia Down Second Avenue.

## Lotta all'apartheid

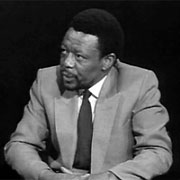
Mongane Serote

Negli anni settanta, eventi come i disordini di Soweto contribuirono a rafforzare la consapevolezza politica dei neri e a portare la situazione sudafricana agli occhi del mondo. In questo clima, molti scrittori assunsero il ruolo di attivisti politici, realizzando opere di denuncia del regime sudafricano destinate sia al pubblico del Sudafrica che a quello internazionale. L'inasprirsi della repressione fece sì che molti di questi autori scrivessero in carcere o in esilio. Si possono ricordare per esempio A. K. Nortje e Dennis Brutus. In esilio (in Botswana) scrisse anche Bessie Head, le cui opere però trattano più dei conflitti fra le diverse etnie africane, e delle loro conseguenze sulla condizione delle donne africane, che dell'apartheid; il suo capolavoro A Question of Power (1974) è una parabola sul razzismo, la discriminazione sessuale e l'esilio.
Negli anni '70 si sviluppa anche la poesia (prima poco significativa e di appannaggio esclusivo di bianchi come Douglas Livingstone e Stephen Gray), in particolare attraverso le opere di Mongane Serote e Mbuyseni Mitshali; la raccolta d'esordio di quest'ultimo, Sounds of a Cowhide Drum, divenne celebre per la intensa rappresentazione della vita nelle township.
All'apartheid reagirono anche diversi scrittori bianchi, fra cui André Brink (boero che scelse di scrivere in inglese piuttosto che in afrikaans proprio per motivi politici) e il drammaturgo di origine britannica Athol Fugard, la cui critica al segregazionismo sudafricano si esprime attraverso un teatro povero e minimalista, in parte ispirato all'opera di Bertold Brecht e Samuel Beckett.

## Premi Nobel per la letteratura
Le due figure della letteratura sudafricana di maggior rilievo internazionale sono Nadine Gordimer e J. M. Coetzee, entrambi bianchi e vincitori del Nobel.
Gordimer, figlia di un emigrato di origini lituane e di una inglese, descrisse l'aporia morale del Sudafrica dell'apartheid, rivolgendosi soprattutto ai bianchi progressisti e incitandoli all'opposizione al governo del National Party. Fra le sue opere si possono ricordare The Lying Days ("I giorni della menzogna", 1953), A World of Strangers ("Un mondo di stranieri", 1958), Occasion for Loving ("Occasione d'amore", 1963), The Late Bourgeois World ("Il mondo tardoborghese", 1966), Il conservatore (The Conservationist, 1974) e La figlia di Burger (Burger's Daughter, 1979). Negli anni novanta, alle porte della caduta dell'apartheid, Gordimer iniziò a occuparsi del destino dei bianchi nel paese e della natura del loro sentimento nazionale; esempi in questo senso sono July's People ("Il popolo di luglio", 1991)

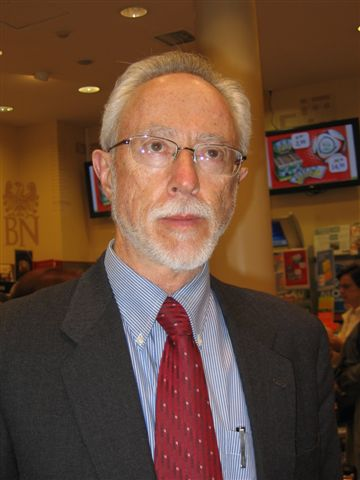
J.M. Coetzee

Coetzee (di origini britanniche) viene spesso definito autore postmoderno; la sua opera, che affronta i dilemmi morali del colonialismo, prende le mosse da quella di grandi come Franz Kafka, Daniel Defoe e Fëdor Dostoevskij. Il suo primo romanzo Terre al crepuscolo (Dusklands, 1974) traccia un insolito parallelismo fra le vicende della Colonia del Capo e l'impatto della Guerra del Vietnam sulla società statunitense, avvicinate dalla violenza dell'impresa coloniale. Foe (1986) prosegue le vicende di Robinson Crusoe, sulla cui isola naufraga una donna; al suo ritorno in Europa, la donna pretende che le sue vicissitudini siano messe per iscritto, ma significativamente passa sotto silenzio tutto ciò che riguarda l'indigeno Venerdì, a cui è stata legata la lingua. Età di ferro (1990) è caratterizzato da un altro fantasioso parallelismo, quello fra il cancro che consuma la protagonista e l'apartheid che consuma il Sudafrica. Fra le altre opere di Coetzee si possono citare In the Heart of the Country (1977), Aspettando i barbari (1980) e Vergogna, pubblicato nel 1999 (dopo la caduta dell'apartheid).
Disgrace (Vergogna, 1999), un'opera carica dell'ambiguità della grande letteratura, in cui si può leggere tanto l'amarezza e lo sconforto quanto la possibilità della speranza.